# カルチャータウン
カルチャータウンは、兵庫県三田市にあるニュータウンのひとつ。本記事では三田市の地区としてのカルチャータウン、および町丁の学園（がくえん）、学園上ケ原（がくえんうえがはら）についても併せて記述する。

## 概要
神戸三田国際公園都市の南部・北摂三田ニュータウンのうち、三木市に接する西側の地域に当たる。兵庫県により開発され、計画面積は150ha、計画人口は6,000人で、一部では2012年現在も宅地の造成や分譲が進められている。
タウン圏内の住居表示は「学園」で、1丁目から8丁目まである。中でも特徴的なエリアは「兵庫村」・「ワシントン村」で、兵庫村は日本の伝統的な在来工法によって建築した大型木造住宅、ワシントン村はアメリカの郊外型住宅地をモデルにした木造枠組壁構法（2×4）設計の色とりどりな洋風建物が建ち並んでおり、送電線も道路に埋設され、一部でクルドサック型の道路を導入している。また、緑豊かで整然とした街並みを保全するため、建築物の形態や色彩に規制が設けられているなど、洗練された景観に最大限の配慮がなされている。分譲当初は1億円以上の物件が多くを占め、三田市内でも屈指の高級住宅街となった。
2023年には「ドイツ村」が誕生した。
タウン内には関西学院大学（神戸三田キャンパス）や兵庫県立三田祥雲館高等学校があり、広い校庭と近隣風景に溶け込んだ美しい校舎が並ぶ。
交通面では神姫バスが乗り入れており、JR宝塚線の新三田駅やフラワータウンセンター方面を結ぶ路線を中心に発着する。この他にも、三ノ宮駅や神戸空港に向かう特急三ノ宮線もタウン内を経由する。また、関西学院大学や祥雲館高校の学校行事（学園祭など）にあわせて臨時ダイヤが組まれることもある。

### 学園上ケ原
学園上ケ原（がくえんうえがはら）は、元は同市学園2丁目1番であった行政地名であるが、2021年12月17日三田市議会本会議における議案の全会一致による可決を経て、2022年4月1日より、名称の中に「上ケ原」の文字を含む現在の地名へと変更された。「学園上ケ原」という新たな町名の設定は、同地に神戸三田キャンパスを置く関西学院大学からの要望を受けたものであり、かねてから学校法人関西学院と包括連携協定（2005年2月1日協定）を締結している三田市は、地名の変更について、両者の関係をより強固にして大学が将来にわたって同市の地域振興に寄与することを約束するものとしている。

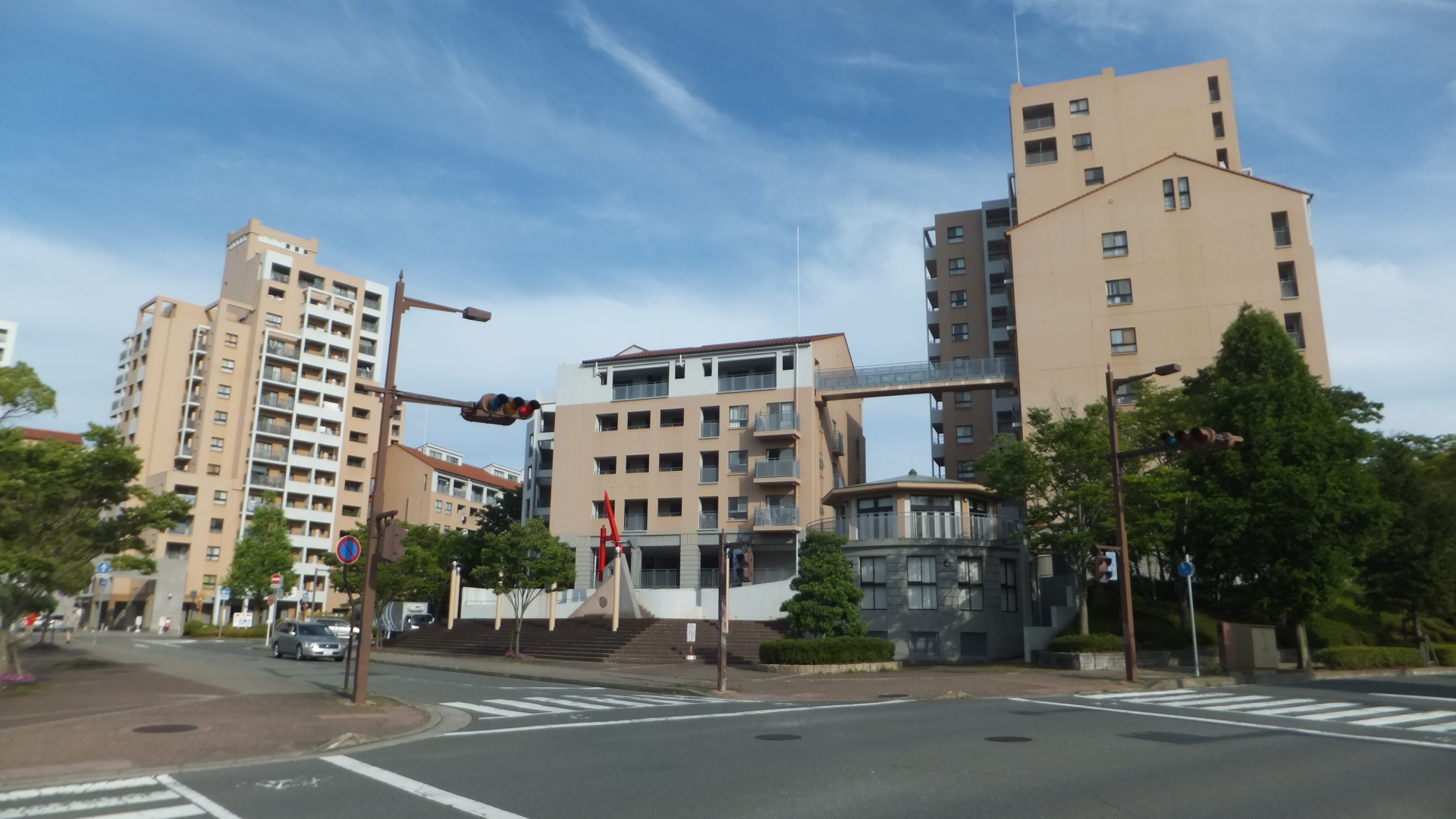
ワシントン村の街並み 学園3丁目で撮影
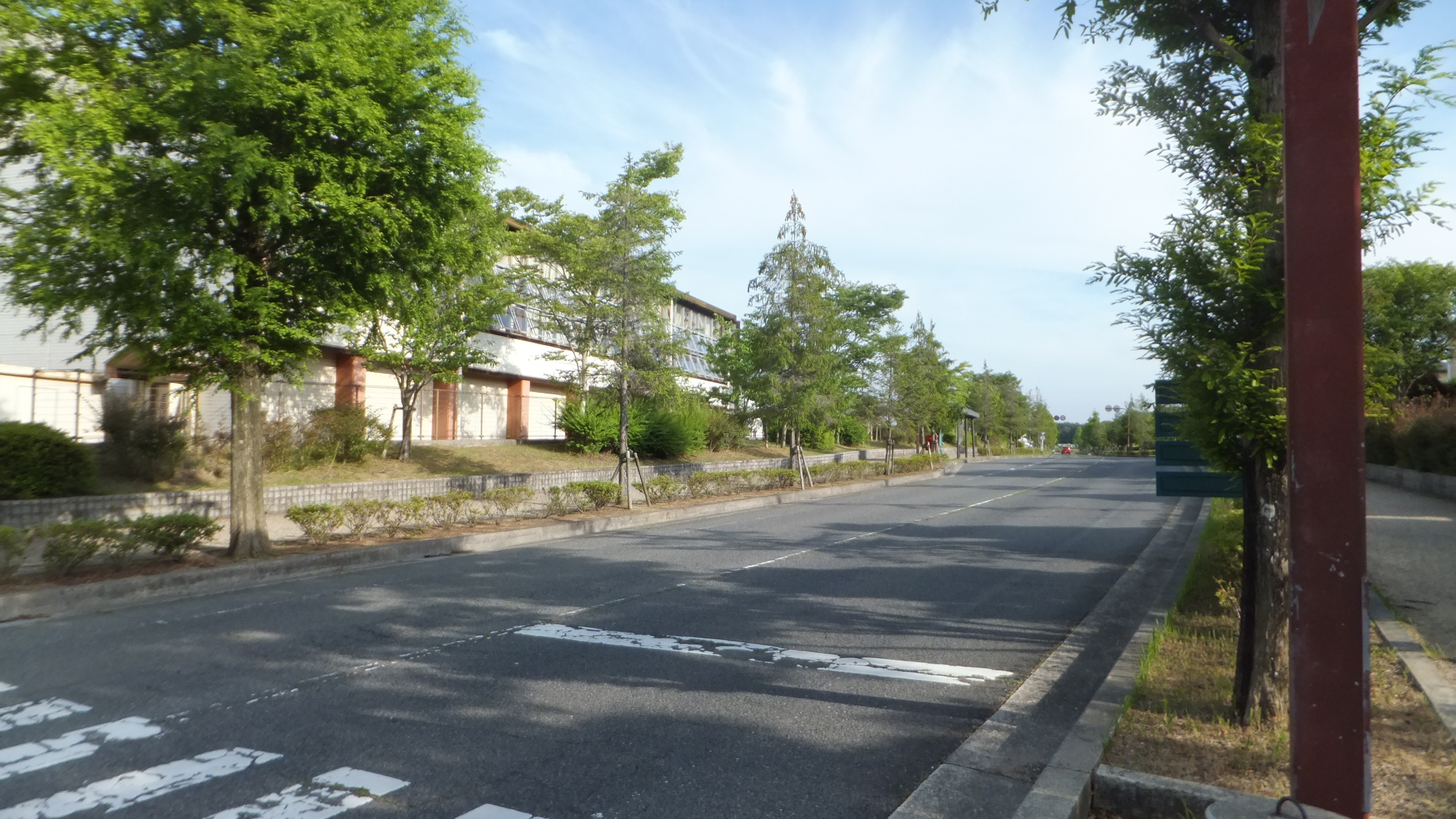
兵庫村の街並み 学園6丁目で撮影

## 施設等

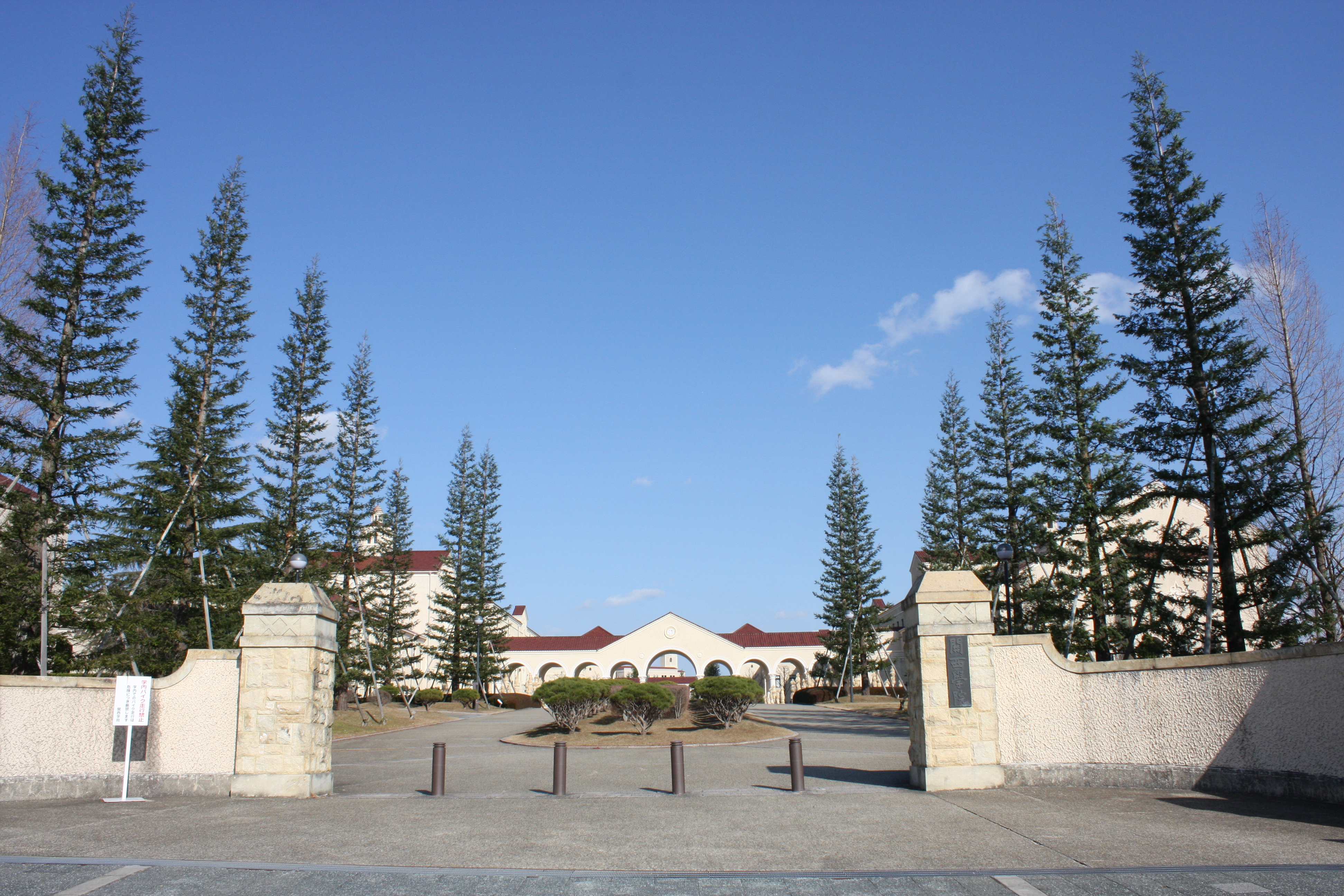
関西学院大学 神戸三田キャンパス

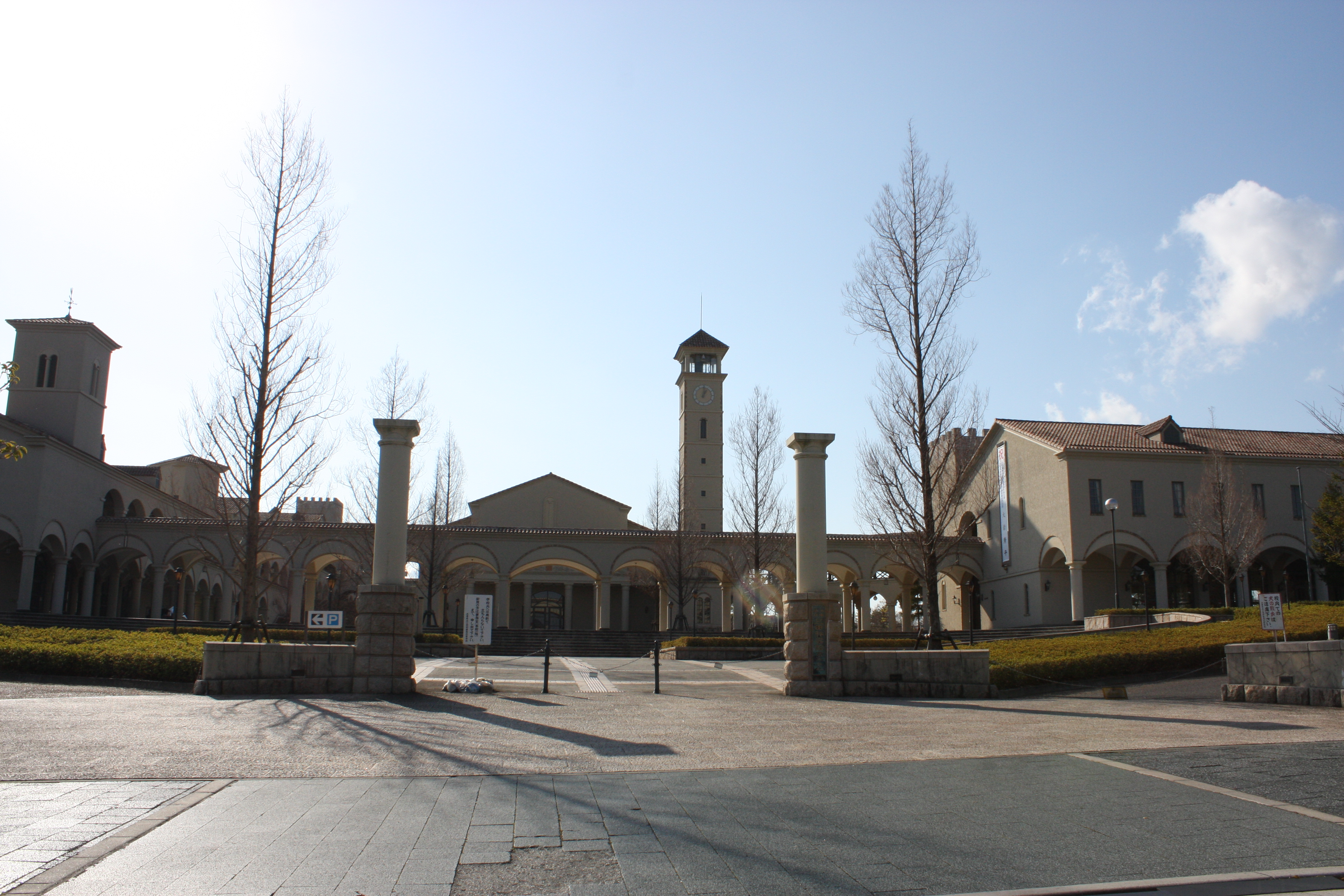
兵庫県立三田祥雲館高等学校

### 商業施設
タウン内にあるのは、2009年6月にオープンした『ファミリーマート 三田カルチャータウン店』のみ。
コンビニエンスストアでは珍しい切妻屋根とアイボリー塗りの木造FP工法で建てられ、付近の景観に溶け込む外観が特徴。関西学院大学のすぐ近くに立地しており、一日を通して多くの学生が集う場所の一つとなっている。同店を除けば、基本的に隣接するウッディタウンにある各商店まで足を延ばす必要がある。
過去に同店の南の隣接地に阪急ミニオアシスが営業していたが閉店。跡地には2018年になって兵庫県企業庁が主導して造成された、県内産食品の販売所やレストランを備えた商業施設「三田まほろばブレッツァ」がオープンしたが、周辺のスーパーマーケットに太刀打ちできず開店から1年で運営を受託した業者が撤退し一時閉店となった。2019年10月に新しい受託業者により再オープンされたものの、2022年11月に運営会社の破産に伴い閉店し、2023年5月、隣接する園芸店が跡地に入った。

### 学校
小学校
- 三田市立学園小学校

高等学校
- 兵庫県立三田祥雲館高等学校

大学
- 関西学院大学（神戸三田キャンパス）

### 公園
- 学園西公園
- 学園東公園

### その他周辺施設・道路
- 有馬カンツリー倶楽部
- 兵庫県道720号テクノパーク三田線（三田幹線）
- 兵庫県道316号広野永福線
- 舞鶴若狭自動車道
  - 上荒川パーキングエリア
  - 三田西インターチェンジ（隣接するテクノパーク圏内にある）

## 公共交通機関

### 鉄道
- 地域内には鉄道は通っていないが、近隣に神戸電鉄公園都市線 ウッディタウン中央駅や、JR宝塚線 新三田駅が所在する。

### バス
- 神姫バス（上記各駅に発着する路線が主である）
  - 特急三ノ宮線